# Course de côte du Mont Washington

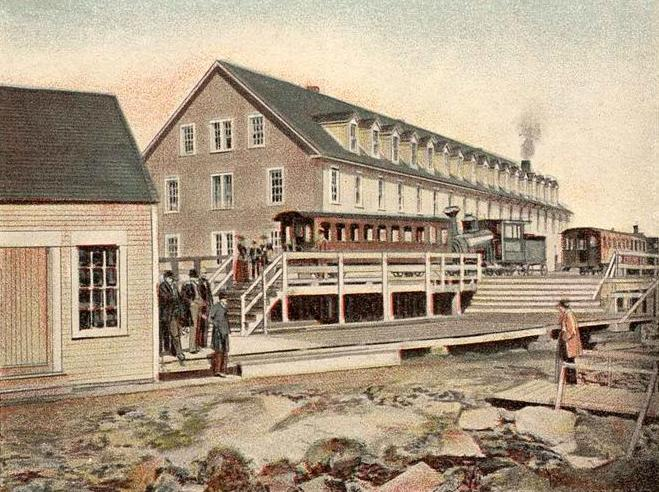
Le Summit House (ici en 1904), hôtel en bois reconstruit en 1872, ayant brûlé en 1908.

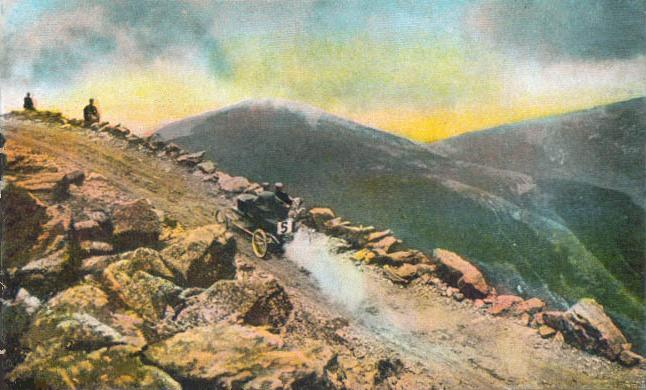
Autre course de 1915, sur la même route menant au sommet.

La course de côte du Mont Washington, ou Mount Washington Hillclimb Auto Race (surnommée « The Climb to the Clouds », en français « La montée vers les nuages »), est une compétition automobile de type course de côte créée en 1904 se tenant sur le Mont Washington dans le New Hampshire, États-Unis, et organisée aux mois de juillet ou août.

## Histoire[1]
Elle compte trois périodes principales : entre 1928 et 1940, entre 1953 et 1956, et entre 1990 et 2001.
Les premiers travaux de construction de la route remontent à l'été 1854. Ils s'achèvent grâce à la Mt. Washington Summit Road Company (compagnie toujours gérante du parcours) le 8 août 1861. La pente actuelle maximale est de 11 % sur plus de 12 km du trajet.
La première ascension en voiture est réalisée en 1899 par Freelan O. Stanley avec une Stanley à vapeur.
1902 voit les deux premiers véhicules à essence arriver à parvenir en haut du point culminant du Nord-Est des États-Unis (ou Nouvelle-Angleterre). En 1935 ils sont 3 100, et désormais plus de 45 000 par an.
En 1904 et 1905 une vraie compétition avec plusieurs concurrents s'instaure désormais très officiellement: les voitures sont des Rambler, Mercedes, Oldsmobile, Stanley Steamer, Pierce, et Daimler entre autres, les catégories à l'époque étant liées au prix des véhicules.
1990 voit une véritable résurrection de la compétition après pratiquement trente ans d'absence, grâce à Howie Wemyss (alors Président de la Mt. Washington Summit Road Company), Robert Brotherus (un pilote de rallye finlandais), et John Buffum (onze fois vainqueur du Championnat des États-Unis des rallyes SCCA ProRally).
En 2004, la première version « Historic » est organisée pour des véhicules vintage.
En 2011, l'équipe Vermont SportsCar organise une nouvelle édition commémorative pour les 150 ans de la création de la route. David Higgins bat le record de l'épreuve en parcourant le dernier kilomètre en grande partie dans le brouillard.
En 2014, la nouvelle Subaru Mount Washington Hillclimb se déroule du 26 au 29 juin, ce qui fait de la course de côte du Mont Washington la plus ancienne course automobile officielle encore active aux États-Unis, devant les 500 miles d'Indianapolis (dont la première épreuve eut lieu en 1911) et la Pikes Peak International Hill Climb (en 1916).
Il existe aussi depuis 1936 la Mount Washington Road Race, réservée aux motos et organisée plus tôt, au mois de juin.

## Palmarès[2]
| Année | Pilote             | Voiture                                        | Temps  |
| ----- | ------------------ | ---------------------------------------------- | ------ |
| 1899  | Freelan O. Stanley | Stanley Locomobile (véhicule à vapeur de 6 ch) | 2 h 10 |
| 1903  | L.J. Phelps        | Phelps (en)                                    | 1 h 45 |

### Records officiels
| Année | Pilote                                           | Voiture                                              | Temps                                                      |
| ----- | ------------------------------------------------ | ---------------------------------------------------- | ---------------------------------------------------------- |
| 1904  | Harry Harkness                                   | Mercedes 60 ch                                       | 24 min 37 s 6                                              |
| 1905  | William H. Hilliard (passager : Franck Townsend) | Napier 40-60 ch                                      | 20 min 58 s 4                                              |
| 1905  | Oscar Hedstrom                                   | Indian (motocyclette)                                | 20 min 59 s 2                                              |
| 1923  | Ralph Mulford                                    | Chandler                                             | 17 min 0 s                                                 |
| 1928  | « Cannonball » Baker                             | Franklin                                             | 14 min 49 s 6                                              |
| 1930  | Ab Jenkins                                       | Studebaker President 8                               | 14 min 23 s                                                |
| 1932  | « Cannonball » Baker                             | Graham eight                                         | 13 min 26 s                                                |
| 1934  | Al Miller                                        | Hudson eight                                         | 13 min 20 s 6                                              |
| 1935  | John C. Rueter                                   | Ford Special                                         | 12 min 46 s 4                                              |
| 1936  | L. Quimby                                        | Willys 77                                            | 13 min 45 s                                                |
| 1937  | B. Collier Jr                                    | Alfa Romeo 8C 23000                                  | 14 min 50 s 5                                              |
| 1938  | Lemuel R. Ladd                                   | Ford Special                                         | 12 min 17 s 6                                              |
| 1939  | John Ewell                                       | BMW                                                  | 12 min 53 s 1                                              |
| 1940  | Lemuel R. Ladd                                   | Ford Special                                         | 12 min 34 s 4                                              |
| 1953  | Sherwood Johnson                                 | Jaguar                                               | 10 min 46 s 6                                              |
| 1954  | Sherwood Johnson                                 | Jaguar Special C                                     | 10 min 44 s 8                                              |
| 1956  | Carroll Shelby                                   | Ferrari 375 GP 4,5 L roadster                        | 10 min 21 s 8                                              |
| 1961  | Bill Rutan                                       | Porsche-Volkswagen Special                           | 9 min 13 s (temps record durant 29 ans)                    |
| 1990  | Tim O’Neil                                       | Volkswagen Rally Golf                                | 7 min 45 s                                                 |
| 1991  | Paul Choiniere                                   | Audi Quattro                                         | 7 min 9 s 61                                               |
| 1992  | Frank Sprongl                                    | Audi Quattro                                         | 7 min 8 s 61                                               |
| 1993  | Paul Choiniere                                   | Audi Quattro                                         | 6 min 46 s 62                                              |
| 1995  | Paul Choiniere                                   | Hyundai Elantra                                      | 6 min 45 s 22                                              |
| 1998  | Frank Sprongl                                    | Audi Quattro S2                                      | 6 min 41 s 99                                              |
| 2001  | Paul Choiniere                                   | Hyundai Tiburon (véhicule au méthanol 4WD de 500 ch) | 4 min 59 s 73 (course raccourcie par les conditions météo) |
| 2011  | David Higgins                                    | Subaru Impreza WRX STI                               | 6 min 11 s 54                                              |
| 2014  | David Higgins (copilote :Creg Drew)              | Subaru Impreza WRX STI                               | 6 min 9 s 09                                               |
| 2017  | Travis Pastrana                                  | Subaru Impreza WRX STI                               | 5 min 44 s 72                                              |

### Records officieux
| Année | Pilote          | Voiture                | Temps         |
| ----- | --------------- | ---------------------- | ------------- |
| 2010  | Travis Pastrana | Subaru Impreza WRX STI | 6 min 20 s 47 |

## Vitesses records
Vitesses de pointe établies sur le parcours par le sextuple champion de courses de côte de Nouvelle-Angleterre Jerry Driscoll (de East Randolph, Vermont) : 182 km/h en 1999 (sur une Hillclimb Special de 600 ch), et 184,5 km/h en 2011, avec le même véhicule (à deux jours de son 69e anniversaire).